# Milan Futuro
El Milan Futuro es el segundo equipo del Milan, club de fútbol de Italia, con sede en Milán, en la región de Lombardía. Fue fundado el 27 de junio de 2024, y compite en la Serie D, cuarta categoría del fútbol italiano.

## Historia
El segundo equipo del AC Milan fue admitido en la Serie C el 27 de junio del 2024 para llenar la vacante que dejó el Ancona debido a su exclusión del campeonato, fue registrado bajo el nombre de Milan Futuro. Daniele Bonera fue el primer entrenador del equipo.
En su temporada debut el Milan Futuro finalizó en la decimoctava posición del Grupo B, por lo que el equipo se vio obligado a jugar una promoción de permanencia ante el S.P.A.L., la cual perdió con un marcador de 1-2, certificando el descenso del filial rossoneri a la Serie D.

## Estadio
El equipo jugará sus partidos de local en el Estadio Felice Chinetti ubicado en Solbiate Arno, una comune en la Provincia de Varese.